# Stanisław Casimir Radziwiłł
Stanisław Kazimierz Radziwiłł (1648–8 décembre 1690) (en lituanien : Stanislovas Kazimieras Radvila, en polonais : Stanisław Kazimierz Radziwiłł), fils de Michał Karol Radziwiłł et de Isabella Katarzyna Sapieha, épouse de Bogusław Radziwiłł, pannetier de Lituanie (1670), grand maréchal de Lituanie (1679).

## Mariages et descendance
Il épouse Marie Christine de Béthune, fille de François Gaston de Bethune (pl), ambassadeur de France en Pologne.

## Crédits
- (pl) Cet article est partiellement ou en totalité issu de l’article de Wikipédia en polonais intitulé « Stanisław Kazimierz Radziwiłł » (voir la liste des auteurs).